# 三中井百货店

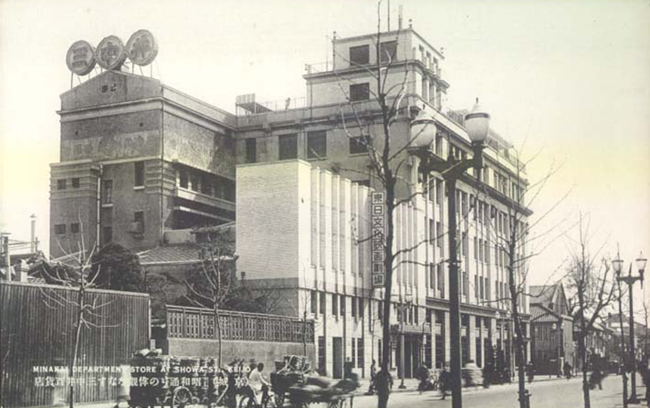
位于朝鲜京城的三中井百货总店

三中井株式会社是由日本商人中江胜治郎创办的百货业连锁企业，在二十世纪上半叶时业务范围曾遍及日本本土、满洲国和日治朝鲜。

## 历史
1910年，日本商人中江胜治郎在大韩帝国大邱设立的三中井吴服店，此后在韩国设立了数家店铺:287。1925年起三中井从服装店转型为百货店，1933年，会社更名为三中井百货店:290。会社在日治朝鲜拥有多家连锁店，并在满洲国新京市、奉天市和日本东京市、京都市等地均设有分店。

## 新京分店

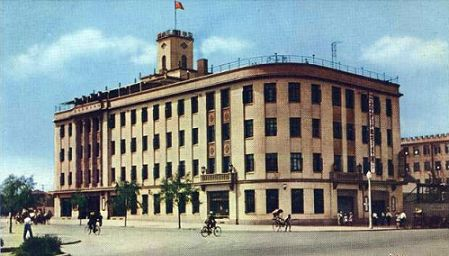
新京三中井百货店

新京三中井百货店，通称新京三中井洋行，位于满洲国新京市大同大街丰乐路口（今中国吉林省长春市人民大街重庆路口）西北角。所在建筑为1936年（康德3年）建成的圆拐角楼，采用钢筋混凝土框架结构，建筑面积七千余平方米，地上四层，地下一层，外墙用白色瓷砖贴面，楼顶建有方形塔楼。
1951年，长春国营食堂（长春饭店的前身）曾在此营业；1952年，长春市政府在此创办了长春百货公司第五商店，简称五商店，1983年改制为长春百货大楼。三中井百货店大楼曾被定为长春市文物保护单位，但1995年因商店扩建而爆破拆除。原址现为新长春市百货大楼。

## 参看
- 七福屋百货旧址：1940年成为三中井百货店的奉天分店。